# 専諸
専 諸（せん しょ、? - 紀元前515年）は、春秋時代の呉の公子光（後の呉王闔閭）の側近で、呉王僚の暗殺を実行した刺客。『春秋左氏伝』では鱄設諸と呼ばれる。

## 「刺客列伝」の記述
『史記』「刺客列伝」中の専諸に関する記述によれば、専諸は呉の堂邑（現在の南京市の一部）の出身で、 専諸は肉屋として生まれ、母親に対して非常に親孝行だった。楚から呉に逃れてきた伍子胥にその才覚を見いだされた。伍子胥は、いったん下野した際に、専諸を公子光に推薦し、専諸は公子光の側近となって以降9年間にわたって厚遇を得た。紀元前515年、呉王僚が楚へ軍を送ったのを見て、王権を奪取する機が来たと考えた公子光は、後に遺される老母と子どもの面倒を見ることを專諸に約束し、専諸を刺客として王を暗殺することを決めた。公子光の招待に警戒し、厳重な警備に護られた王のもとへ、専諸は魚料理をもって近づき、魚の中に隠し持っていた短刀で王を刺殺した。専諸は、王の護衛たちにすぐさま切り倒されたが、政権奪取は成功し、紀元前514年に公子光が呉王に即位し、専諸の子に上卿の地位を与えた。

## 諸劌之勇
『孫子』九地篇には、死地に送られた兵は必死に戦うことを意味する「諸劌之勇」という語句があり、ともに『史記』刺客列伝に取り上げられた曹沬（曹劌）と専諸を、死地に送られた勇者として讃える表現となっている。